# Erik Björnsson
Erik Björnsson, Eric (norreno: Eiríkr Bjǫrnsson) (... – IX secolo), è stato un re semi-leggendario svedese.
Secondo la saga di Hervör era figlio di re Björn Fianco di Ferro e succedette al trono dello Svealand dopo di lui, ma regnò per poco tempo:
(saga di Hervör, cap. 16)